# Helga Nowotny
Helga Nowotny és doctora en sociologia per la Universitat de Colúmbia i professora emèrita d’Estudis de Ciència i Tecnologia a l'Institut Politècnic Federal Suís a Zurich (ETH). Va ser una de les fundadores del Consell Europeu de Recerca (ERC) on exercí la presidència entre el 2010 i el 2013. Ha centrat els seus estudis en els processos de digitalització i el seu impacte social i al 2011, el diari britànic Financial Times la va nomenar una de les dones més influents en el camp de la ciència.
Al llarg de la seva trajectòria, ha ostentat diversos càrrecs i funcions en organismes de recerca i assessorament científic a Àustria. Actualment (2024), forma part de l'Acadèmia Sueca de les Ciències i al 2017 va rebre la Medalla del President de l’ Acadèmia Britànica. Ha publicat diversos llibres sobre innovació, ciència, tecnologia i cultura. Destaquen An Orderly Mess (Central European University Press, 2017) i In AI We Trust: Power, Illusion and Control of Predictive Algorithms (Wiley John + Sons, 2021) publicat en castellà per Galaxia Gutenberg (La fe en la inteligencia artificial: Los algoritmos predictivos y el futuro de la humanidad, 2022).

## Publicacions destacades

### Llibres
- Nowotny, Helga; Mendelsohn, Everett. Nineteen eighty-four: science between utopia and dystopia.  Dordrecht Boston Hingham, Massachusetts: D. Reidel Publishg Co., 1984. ISBN 9789027717214.
- Nowotny, Helga. The new production of knowledge: the dynamics of science and research in contemporary societies.  London Thousand Oaks, California: SAGE Publications, 1994. ISBN 9780803977945.
- Nowotny; Taschwer, Klaus. The sociology of the sciences.  Cheltenham, UK Brookfield, Vermont, US: E. Elgar, 1996. ISBN 9781852789114. Pdf of book contents.
- Nowotny, Helga; Scott, Peter; Gibbons, Michael. Re-thinking science: knowledge and the public in an age of uncertainty.  Cambridge, UK: Polity, 2001. ISBN 9780745626086.
- Nowotny, Helga. The public nature of science under assault politics, markets, science and the law.  Berlin New York: Springer, 2005. ISBN 9783540257912.
- Nowotny, Helga (2006). "Cultures of technology and the quest for innovation". , New York, New York: Berghahn Books  Conference details: Cultures of technology and the quest for innovation, Kulturwissenschaftliches Institut (KWI) in Essen, Germany, April 2003.
- Nowotny, Helga. Insatiable curiosity: innovation in a fragile future.  Cambridge, Massachusetts: MIT Press, 2008. ISBN 9781435654976.
- Nowotny, Helga; Testa, Giuseppe. Naked genes: reinventing the human in the molecular age.  Cambridge, Massachusetts: MIT Press, 2010. ISBN 9780262014939.

### Articles científics i capítols de llibre
- Nowotny, Helga «Time and social theory: towards a social theory of time». Time & Society, vol. 1, 3, 9-1992, pàg. 421–454. DOI: 10.1177/0961463X92001003006.
- Nowotny, Helga «Socially distributed knowledge: five spaces for science to meet the public». Public Understanding of Science, vol. 2, 4, 10-1993, pàg. 307–319. DOI: 10.1088/0963-6625/2/4/002.
- Nowotny, Helga «The place of people in our knowledge». European Review, vol. 7, 2, 5-1999, pàg. 247–262. DOI: 10.1017/S1062798700004026.
- Nowotny, Helga «Transgressive competence: the narrative of expertise». European Journal of Social Theory, vol. 3, 1, 2-2000, pàg. 5–21. DOI: 10.1177/136843100003001001.
- Nowotny, Helga «Democratising expertise and socially robust knowledge». Science and Public Policy, vol. 30, 3, 6-2003, pàg. 151–156. DOI: 10.3152/147154303781780461.
- Nowotny, Helga «The increase of complexity and its reduction: emergent interfaces between the natural sciences, humanities and social sciences». Theory, Culture & Society, vol. 22, 5, 10-2005, pàg. 15–31. DOI: 10.1177/0263276405057189.
- Nowotny, Helga (2022), "The Quest for Innovation and Cultures of Technology", in Hannes Obermair and Harald Pechlaner, Eurac Research: Inventing Science in a Region, Bozen-Bolzano: Eurac Research, pàg. 195–207, ISBN 978-88-6839-628-2, DOI 10.57749/a924-n835.